# Giovanni Sforza
Giovanni Sforza d'Aragona (né le 5 juillet 1466 à Pesaro et mort le 27 juillet 1510 dans la même ville) est un condottiere italien, seigneur de Pesaro et Gradara de 1483 jusqu'à sa mort, membre de la famille Sforza.
Il est connu pour ses relations avec la famille Borgia, notamment par son mariage avec Lucrèce, fille du pape Alexandre VI et sœur de César Borgia.

## Vie
Giovanni Sforza est le fils illégitime de Costanzo Ier Sforza et de sa maîtresse Fiora Boni. Son grand père Alessandro Sforza est le frère cadet du duc de Milan François Sforza. À la suite de la mort prématurée de son père en 1483, celui-ci n'ayant pas de descendance légitime, il hérite de la possession de Pesaro et Gradara.

### Mariages

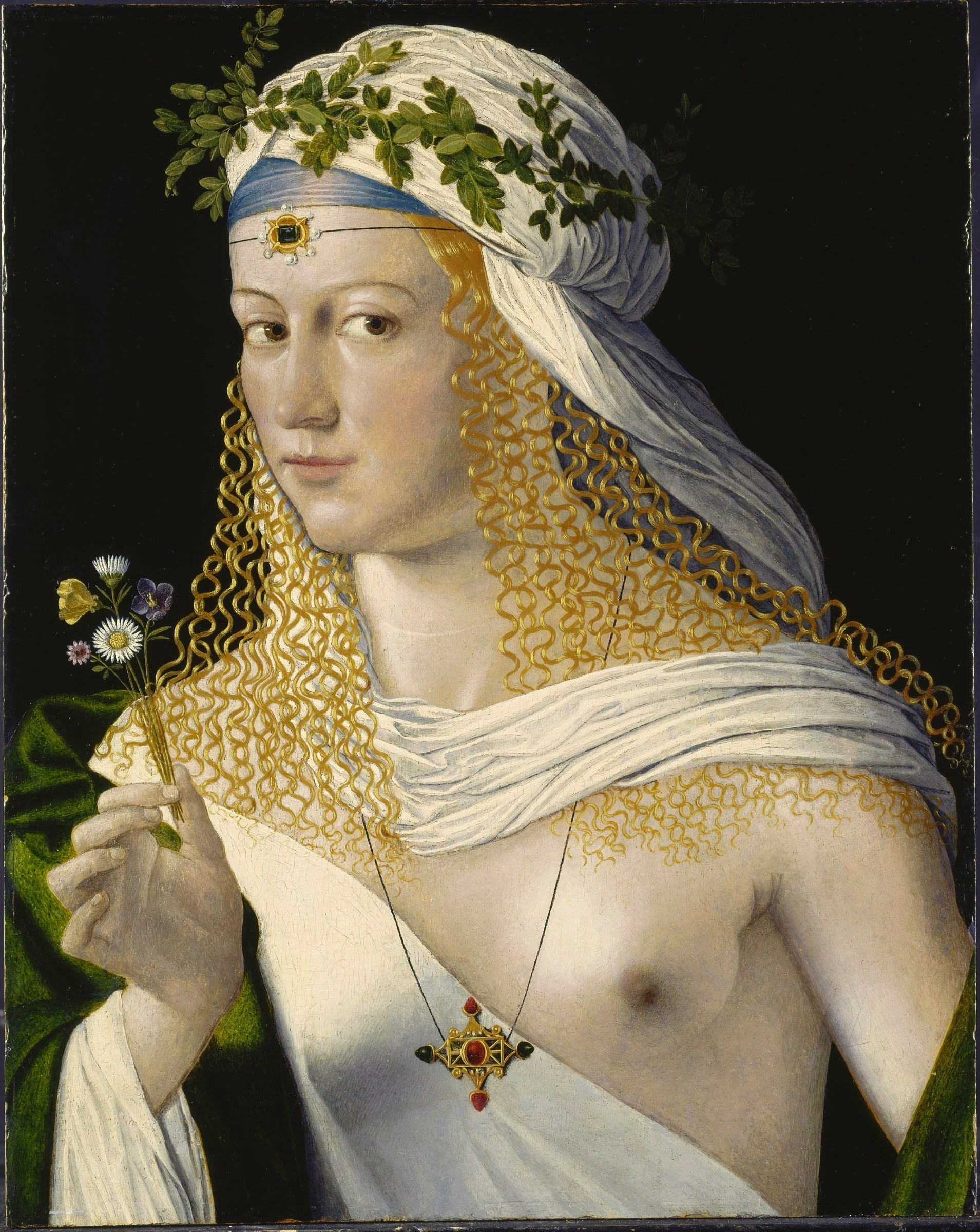
Portrait de femme par Bartolomeo Veneto, traditionnellement considéré comme représentant Lucrèce Borgia.

En 1489, il épouse Maddalena Gonzague, sœur de Francesco II Gonzague (1466-1519), marquis  de Mantoue, mais elle meurt l'année suivante. Les Borgia s'intéressent alors à lui pour étendre leur influence sur Milan. Avec l'aide de son cousin, le cardinal Ascanio Sforza, les négociations de mariage aboutissent en 1492. Giovanni qui a alors 26 ans, va épouser Lucrèce Borgia, âgée de 13 ans, la fille de celui qui devient pape quelques mois plus tard sous le nom d'Alexandre VI.
Le contrat de mariage stipule qu'elle restera à Rome et que le mariage ne sera pas consommé avant un an. Sa dot s'élève à 31 000 ducats. Le mariage officiel est célébré au Vatican en 1493 et, rapporté par les adversaires des Borgia, comme une débauche de luxe et de décadence, même s'il n'est pas très différent des autres mariages nobles de l'époque.
Giovanni et sa jeune épouse passent deux ans à Pesaro, période pendant laquelle il perd l'intérêt qu'il représentait pour les ambitions des Borgia. Il essaie de profiter de ses liens avec eux pour les espionner pour le compte de Milan, mais Alexandre VI le découvre. De plus, celui-ci a trouvé d'autres alliés qui rendent le mariage sans intérêt politique. Lucrèce, habituée à la vie privilégiée à la cour papale, ne se plaît pas à Pesaro et ils reviennent tous deux à Rome à la fin 1495.
Giovanni sait alors que son sort s'avère pour le moins précaire, il quitte Rome pour continuer une campagne militaire, et après son retour en février 1497, il quitte aussitôt la ville en cachette. On considère que la raison est que César Borgia et son père, le pape Alexandre VI, avaient prévu de l'assassiner, mais Lucrèce l'aurait prévenu. Bien qu'il n'y eût pas de preuves, c'est l'explication la plus commune.

### Annulation du second mariage
Le pape va alors tenter d'organiser le divorce entre Giovanni et Lucrèce. Le cardinal Ascanio Sforza est utilisé comme médiateur entre son neveu et les Borgia, pour persuader Giovanni d'accepter le divorce. Ce dernier refuse pour au moins deux raisons : il devrait restituer la dot importante, et signer une déclaration affirmant son impuissance. En réalité, cela apparaît comme faux puisqu'il s'avère qu'il eut plusieurs enfants illégitimes et, plus tard, un fils avec sa seconde femme. Mais c'est le moyen trouvé par les Borgia pour se débarrasser de lui, profitant du fait qu'aucun enfant n'est né du mariage.
En réponse, il accuse Alexandre VI et César d'entretenir tous deux des relations incestueuses avec Lucrèce. Rumeur qui grandit par la suite en s'appliquant à tous ses frères, et qui a survécu jusqu'à aujourd'hui. C'est en effet devenu un exemple cité fréquemment de la dépravation reprochée aux Borgia, en dépit du manque de preuves.
Le mariage se voit finalement annulé en décembre 1497 au motif de non-consommation. La famille Sforza est menacée afin d'arrêter de protéger Giovanni s'il continue à refuser l'offre, qui lui permet finalement de garder la dot mais l'oblige toujours à maintenir sa déclaration d'impuissance. Il doit finalement se résigner et signe une attestation assermentée déclarant que Lucrèce demeure bien vierge. Ironiquement c'est à cette époque que cette dernière aurait donné naissance à l'infans Romanus, même si on sait que Giovanni n'en est pas le père.

### Excommunication et fin
En 1500, Giovanni Sforza est excommunié, et les habitants d'une de ses villes essaient de le tuer. Il est également attaqué par César Borgia, qui veut conquérir ses terres, et se retrouve forcé d'abandonner Pesaro. Il cherche désespérément des alliés, en France et dans le Saint-Empire mais en vain.
Il ne peut retourner à Pesaro qu'en 1503, alors qu'Alexandre VI est mort et César est affaibli. L'année suivante, le nouveau pape Jules II, grand ennemi des Borgia, le confirme dans ses droits ; c'est également cette année-là qu'il fait tuer Pandolfo Collenuccio, historien et poète mais surtout partisan de César.
Il se remarie avec Ginevra Tiepolo, qui lui donne un héritier Costanzo II, qui lui succède comme seigneur de Pesaro et Gradara à sa mort en 1510.

## Mariages et descendance
- Épouse en 1489 Maddalena Gonzaga (morte en 1490), fille de Fransesco II Gonzaga de Mantua, pas d'enfants
- Épouse en 1493 Lucrèce Borgia, mariage annulé en 1497, pas d'enfants
- Épouse en 1504 (date incertaine) Ginevra Tiepolo
  - un fils : Giovanni Maria, plus connu sous le nom de Costanzo II Sforza (mort en 1513)